# 利亚姆·里奇维尔
利安·馬菲·列治維（英語：Liam Matthew Ridgewell，1984年7月21日—）是一名英格蘭職業足球員，司職後衛，場上最佳位置是擔任中堅，亦可勝任左閘，現時效力英冠球會候城。列治維出身於阿士東維拉，於2002年曾短暫借用到般尼茅夫，其後於2007年轉投同市死敵伯明翰城，是球隊贏得2011年聯賽盃的冠軍功臣之一。

## 生平

### 球會
早年
列治維生於倫敦博克斯雷希斯（Bexleyheath），初時在韋斯咸接受足球訓練，其後於2001年2月轉投阿士東維拉。列治維是維拉在2002年5月擊敗愛華頓贏得英格蘭足總青年盃錦標的成員之一，於比賽中他成功拑制朗尼是球隊取勝的主因。
阿士東維拉
在列治維於2002年10月為英格蘭U19取得入球賽和南斯拉夫U-19後一天，他獲外借到般尼茅夫汲取經驗，於10月13日至11月13日期間上陣5場。直到2003年1月4日列治維才首次為維拉一隊上陣，於英格蘭足總盃1-4負於布力般流浪以後補身份登場。2006年9月10日列治維在對韋斯咸取得個人歷來首個入球。
伯明翰城
2007年8月列治維以200萬英鎊轉投維拉的同市死敵伯明翰城，是兩會自1984年德·布雷姆納（Des Bremner）以來首單球員交易。

2010年6月列治維與伯明翰城簽署新約留隊直至2013年6月。於2011年英格蘭聯賽盃決賽他踢足全場90分鐘，以2-1殺敗賽前的熱門阿仙奴奪冠，從而取得歐霸盃的入場劵，但球隊於球季結束後降班英冠。由於多員中場球員受傷缺陣，列治維在球會近50年來首場歐洲比賽，歐霸盃附加賽首回合對葡萄牙國民隊客串中場派牌的角色。於2011年8月轉會窗關閉前，列治維提交轉會要求，雖然包括紐卡素在內多支英超球會表示興趣，但被伯明翰城所拒，仍然留隊。
西布朗
列治維於2012年1月31日與英超球會西布朗簽訂兩年半合約，身價沒有透露。2012年2月12日作客5-1擊敗狼隊首次登場。一星期後在山楂球場主場球迷面前初次亮相，4-0大勝新特蘭。並於4月7日主場3-0擊敗布力般流浪取得加盟後首個入球。

## 榮譽
阿士東維拉
- 英格蘭足總青年盃冠軍：2001/02年；

伯明翰城
- 英格蘭聯賽盃冠軍：2011年；

## 外部連結
- 足球数据库：利安·列治維的球员统计数据
- Profile Page on 西布朗官網球員簡介